# Campeonato Canadense de Futebol de 2008
O Campeonato Canadense de Futebol ou Nutrilite Canadian Championship, foi a 1º edição do campeonato nacional.

## Histórico
Contou apenas com a presença de três participantes. Toronto FC, Vancouver Whitecaps, Montreal Impact. O sistema da disputa foi em pontos corrridos e o Montreal Impact sagrou-se campeão com o Toronto FC em segundo e o Vancouver Whitecaps em terceiro. O título deu ao Montreal Impact o direito de disputar a Liga dos Campeões da CONCACAF, competição na qual o Canadá não tinha um representante desde 1976.

## Classificação
| Clube               | Pts | J | V | E | D | GP | GC | SG |
| ------------------- | --- | - | - | - | - | -- | -- | -- |
| Montreal Impact     | 7   | 4 | 2 | 1 | 1 | 5  | 2  | +3 |
| Toronto FC          | 5   | 4 | 1 | 2 | 1 | 4  | 4  | 0  |
| Vancouver Whitecaps | 4   | 4 | 1 | 1 | 2 | 3  | 6  | -3 |

|  | Clube classificado para a Liga dos Campeões da CONCACAF .   |
|  | Clube não classificado para a Liga dos Campeões da CONCACAF |

## Resultados
|                     | VAW | TOR | MON |
| ------------------- | --- | --- | --- |
| Vancouver Whitecaps | –   | 2–2 | 0–2 |
| Toronto FC          | 0–1 | –   | 1–1 |
| Montreal Impact     | 2–0 | 0–1 | –   |

## Artilheiro
| jogador          | País       | Equipe              | Gols   |
| ---------------- | ---------- | ------------------- | ------ |
| Eduardo Sebrango | Canadá     | Vancouver Whitecaps | 2 gols |
| Roberto Brown    | Panamá     | Montreal Impact     | 2 gols |
| Rohan Ricketts   | Inglaterra | Toronto FC          | 2 gols |